# Shine (chanson de Booty Luv)
Pour les articles homonymes, voir Shine.
Singles de Booty Luv
Boogie 2nite Don't Mess With My Man
Pistes de Boogie 2nite
Don't mess with my man Boogie 2nite (Seamus Haji Big Love Edit)
Shine est une chanson du chanteur Luther Vandross qui servit à la promotion de son best of, The Ultimate Luther Vandross. Le remix club de la version de ce chanteur devint si populaire en Angleterre que la chanson fut reprise par le duo dance anglais, Booty Luv, qui en firent leur second single moins d'un an après la sortie du titre par son chanteur originel.
Shine est sorti le 14 mai 2007 en Angleterre sous le label Hed Kandi. Il était également en vente dès le 7 mai 2007 sur les plates-formes iTunes anglaise et française.
Shine a reçu un très bon accueil de la part des radios et a été ajouté à la liste de diffusion A (A-playlist) de la BBC Radio 1. Sa meilleure place fut 10e dans le classement des ventes et 7e au niveau des passages radio.

## Clip vidéo
On peut voir les deux chanteuses danser et chanter sur des fonds de lumières brillantes accompagnées de danseurs.
Clip de Shine

## Liste des pistes
- Single

1. "Shine" (Radio Edit)
2. "Shine" (Extended T&F & Moltosugo Mix)

- Maxi

1. "Shine" (Radio Edit)
2. "Boogie 2nite" (DJ Teddy-O Remix)
3. "Shine" (Extended T&F & Moltosugo Mix)
4. "Shine" (Moto Blanco Remix)
5. "Shine" (Ian Carey Remix)

## Classement des ventes
| Pays                | Meilleure position |
| ------------------- | ------------------ |
| Espagne             | 1                  |
| Royaume-Uni (Dance) | 1                  |
| Royaume-Uni         | 10                 |
| Pays-Bas            | 13                 |
| Irlande             | 28                 |